# گیرنده رادیویی

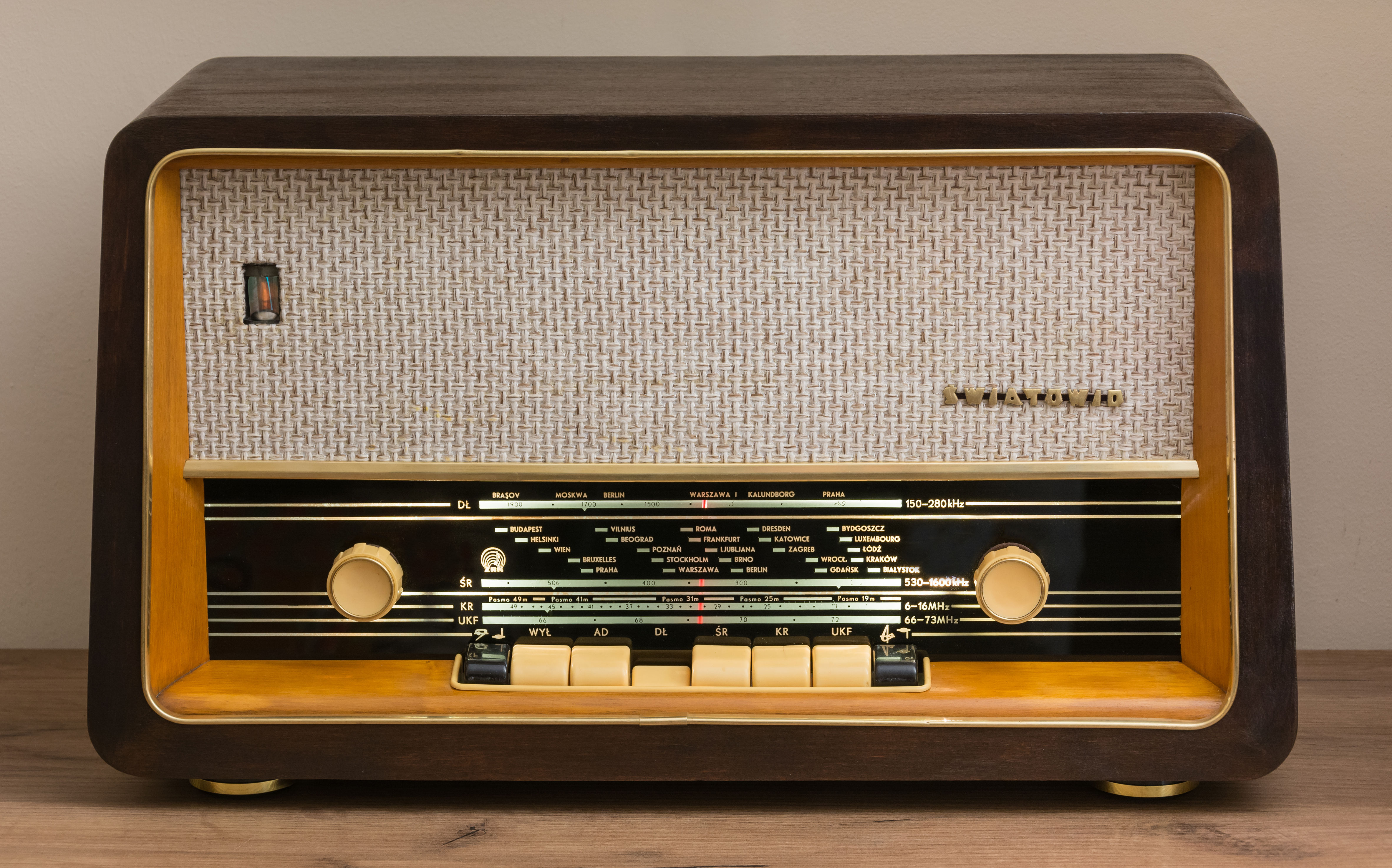
یک رادیوی چندموج

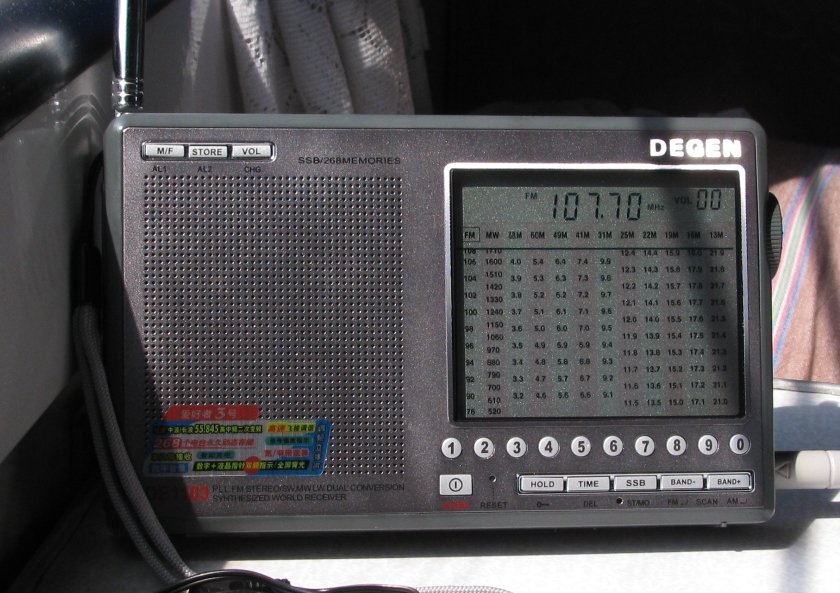
یک رادیوی دیجیتال چندموج

گیرندهٔ رادیو در ارتباطات رادیویی به دستگاه الکترونیکی ای می‌گویند که موج‌های رادیویی را دریافت کرده و اطلاعاتی که به وسیلهٔ این امواج حمل می‌شود را استخراج (قابل استفاده) می‌کند. این دستگاه به آنتن نیاز دارد. آنتن، امواج رادیویی (موج‌های الکترومغناطیسی) را گرفته و آنها را به سیگنال الکتریکی تبدیل می‌کند و گیرنده، اطلاعات را از آن جدا می‌کند. گیرنده فیلترهای الکترونیکی را برای جداسازی سیگنال فرکانس رادیویی مورد نظر از دیگر سیگنال‌هایی که به وسیلهٔ آنتن دریافت می‌شوند به کار می‌برد. در مرحلهٔ بعدی گیرنده از آمپلی فایر الکترونیک برای افزایش دامنه سیگنال سود برده و سرانجام بازیافت اطلاعات از راه دمدولاسیون انجام می‌شود. 
اطلاعات استخراج شده ممکن است به شکل صدا (سیگنال صوتی)، تصویر (سیگنال ویدئویی) یا داده (سیگنال دیجیتال) باشد. یک رادیو ممکن است بخش جداگانه‌ای از ابزار الکترونیک یا یک مدار الکترونیکی درون دستگاه دیگر باشد. دستگاه‌هایی که دارای گیرنده‌های رادیویی هستند شامل تلویزیون، رادار، بی‌سیم، موبایل، شبکه‌های کامپیوتری بی سیم، دستگاه‌های ناوبری جی پی اس، گیرندۀ ماهواره (ریسیوِر)، رادیو تلسکوپ‌ها، دستگاه‌های بلوتوث دار، دربازکن‌های گاراژ و پایشگر می‌شوند.